# 川崎市民プラザ
川崎市民プラザ（かわさきしみんプラザ）は、川崎市高津区に所在する、ふるさと劇場（ホール）や温水プールなどを有する複合施設。老朽化に伴い2027年3月末で閉館する予定である。

## 歴史
1972年に川崎市が政令指定都市に移行したことを記念して、同市高津区の市有地に財団法人川崎市指定都市記念事業公社により建設され、1979年5月1日に開館した。1980年5月11日開催のC14から1981年4月5日のC17までの4回にわたり、コミックマーケットの会場として使われた。C14では380スペース・推定参加者数6000人の開催規模であったが、C17では400スペース、参加者は推定で8000人を数えるようになり、1981年8月のC18はさらなる参加者の増加に対応するため横浜産貿ホールに移って2日間にわたり開催された。1989年には第2期竜王戦七番勝負第1局（島朗竜王対羽生善治六段）が当地で行われ、一部で公開対局がホールで行ったこともある。
川崎市指定都市記念事業公社は2012年3月末をもって解散。これに代わり、2012年度より指定管理者制度を導入した。第1期の指定期間は3年で、野村ビルマネジメント・ティップネス・JTBコミュニケーションズの3社で構成する「市民プラザNTJ共同事業体」が選定された。同事業体は2015年4月1日から2020年3月31日にかけての第2期（5年間）まで受任したのち、コングレ、コナミスポーツ、東急コミュニティーの3社で構成する「川崎みらい創造グループ」に交代した。
老朽化に伴い、川崎市は試算を行い、全館を休館して行う大規模修繕で約40.8億円、部分的な修繕で約9.2億円、耐震補強工事で約14億円かかるとしたが合理的でないと判断。市は2025年（令和7年）2月の市議会文教委員会において2027年3月末（2026年度限り）で閉館する方針であることを報告した。

## 施設
25m×5コースの温水プールや客席数489席のホール「ふるさと劇場」、ガラス屋根の屋内広場、体育館、トレーニングルーム、浴室、囲碁・将棋室、レストラン「椿亭」、屋外の日本庭園などを有する。日本庭園には国宝の如庵を模した茶室があり、古代東海道の駅家の一つである小高駅がこの付近にあったとの学説にちなみ、「小高庵」と名付けられている。
温水プールは、隣接する清掃工場橘処理センターの余熱を利用している。同工場は、老朽化のため焼却処理を2014年度末で休止し、2023年度の完成を目標に建て替えが行われている。川崎市民プラザも2021年10月1日から翌2022年1月3日まで改修のため全面休館し、受変電設備やスプリンクラーヘッドの交換、橘処理センターから蒸気の供給を受ける配管の橋の新設などが行われる。
当初は宿泊も可能であったが、公社から市への移管に伴う指定管理者制度導入にあわせ、2012年4月より宿泊業務は廃止となった。

## 交通
東急田園都市線梶が谷駅から徒歩約15分。同駅と田園都市線溝の口駅・JR南武線武蔵溝ノ口駅を結ぶ川崎市バス（溝23系統）が敷地内の市民プラザバス停に乗り入れる。付近を通り梶が谷駅方面と橘交差点方面を結ぶ通りには、「市民プラザ通り」の道路愛称がつけられている。